# Жетисайський район
Жетиса́йський район (каз. Жетісай ауданы, рос. Жетысайский район) — адміністративна одиниця у складі Туркестанської області Казахстану. Адміністративний центр — місто Жетисай.

## Населення
Населення — 183185 осіб (2021; 168858 у 2009, 140607 у 1999, 122927 у 1989).

## Історія
Джетисайський район був утворений 28 жовтня 1955 року шляхом виділення з Ільїчівського району. Станом на 1989 рік на теренах сучасного району існували Кіровський район з центром у смт Кіровський (нині Асиката) та Джетисайський район з центром у місті Джетисай (нині Жетисай). 4 травня 1993 року район отримав сучасну назву. 24 квітня 1997 року район був ліквідований, територія увійшла до складу Мактааральського району, однак 5 червня 2018 року він був відновлений.
2023 року до складу Жанааульського сільського округу Жетисайського району включено 0,96 км² Достицького сільського округу Мактааральського району, назад до складу Достицького сільського округу Мактааральського району передано 1,88 км² Жанааульського сільського округу Жетисайського району.

## Склад
До складу району входять 11 сільських округів, 1 селищна та 1 міська адміністрації:
| Поселення                            | Площа, км² | Населення, осіб (1989) | Населення, осіб (1999) | Населення, осіб (2009) | Населення, осіб (2021) | Центр            | Населені пункти |
| ------------------------------------ | ---------- | ---------------------- | ---------------------- | ---------------------- | ---------------------- | ---------------- | --------------- |
| Жетисайська міська адміністрація     | 13,73      | 27807                  | 30487                  | 36494                  | 44105                  | Жетисай          | 1               |
| Асикатинська селищна адміністрація   | 7,00       | 9420                   | 10682                  | 11102                  | 14245                  | Асиката          | 1               |
| Абайський сільський округ            | 24,77      | 6867                   | 7047                   | 8746                   | 8405                   | Халиктар-Достиги | 6               |
| Атамекенський сільський округ        | 121,50     | 7007                   | 7554                   | 9170                   | 9175                   | Атамекен         | 13              |
| Жанааульський сільський округ        | 91,00      | 9984                   | 11098                  | 14380                  | 16959                  | Атаконис         | 6               |
| Жилисуський сільський округ          | 111,27     | 8444                   | 10146                  | 13321                  | 12083                  | Аль-Фарабі       | 6               |
| Жолдасбая Єралієва сільський округ   | 92,86      | 9259                   | 10306                  | 12455                  | 13342                  | Абай             | 14              |
| Интимацький сільський округ          | 78,20      | 7357                   | 9375                   | 12508                  | 12030                  | Корікті          | 9               |
| Казибек-бійський сільський округ     | 80,38      | 9799                   | 11191                  | 13138                  | 14542                  | Казибек-бі       | 7               |
| Каракайський сільський округ         | 79,39      | 5913                   | 7593                   | 8191                   | 9121                   | Каракайське      | 9               |
| Кизилкумський сільський округ        | 91,85      | 7358                   | 8597                   | 10073                  | 9120                   | Датка            | 17              |
| Макталинський сільський округ        | 100,22     | 6070                   | 7275                   | 8416                   | 8311                   | Мактали          | 12              |
| Шаблана Дільдабекова сільський округ | 68,00      | 7642                   | 9256                   | 10864                  | 11747                  | Джамбул          | 13              |

## Найбільші населені пункти
Населені пункти з чисельністю населення понад 2000 осіб:
| №  | Населений пункт  | Населення, осіб (1989) | Населення, осіб (1999) | Населення, осіб (2009) | Населення, осіб (2021) |
| -- | ---------------- | ---------------------- | ---------------------- | ---------------------- | ---------------------- |
| 1  | Жетисай          | 27807                  | 30487                  | 36494                  | 44105                  |
| 2  | Асиката          | 9420                   | 10682                  | 11102                  | 14245                  |
| 3  | Интимак          | 3095                   | 4103                   | 5384                   | 7614                   |
| 4  | Жилису           | 3297                   | 3752                   | 4799                   | 4542                   |
| 5  | Казибек-бі       | -                      | -                      | -                      | 4381                   |
| 6  | Сатпаєва         | 1788                   | 2605                   | 3190                   | 4171                   |
| 7  | Кизилкум         | 2492                   | 2816                   | 3592                   | 3096                   |
| 8  | Оркенди          | 1267                   | 1724                   | 2717                   | 2915                   |
| 9  | Халиктар-Достиги | 2580                   | 2172                   | 3035                   | 2838                   |
| 10 | Жанаауил         | 1805                   | 2008                   | 2192                   | 2712                   |
| 11 | Атаконис         | 1857                   | 1954                   | 2513                   | 2533                   |
| 12 | Атамекен         | 1671                   | 2072                   | 2611                   | 2401                   |
| 13 | Байконис         | 1332                   | 1858                   | 2397                   | 2225                   |
| 14 | Абібола          | 987                    | 1154                   | 1550                   | 2210                   |
| 15 | Алькен Оспанова  | 1565                   | 1900                   | 2133                   | 2125                   |
| 16 | Баянди           | 1077                   | 1310                   | 1610                   | 2014                   |

## Транспорт
Дороги районного значення:
| Індекс   | Назва                                             | Довжина, м |
| -------- | ------------------------------------------------- | ---------- |
| KX-JS-1  | КХ-75 — Аден-Ата                                  | 720        |
| KX-JS-2  | КХ-75 — Арай — Абай                               | 3390       |
| KX-JS-3  | KX-JS-2 - Абай - Сейфулліна - Ауезова - Жанадауїр | 9710       |
| KX-JS-4  | KX-86 - Жетікубир - Жазиксай - Байтерек           | 7480       |
| KX-JS-5  | KX-26 - Байтерек - Сейфулліна                     | 4150       |
| KX-JS-6  | KX-117 - Коктобе - Жагажай                        | 4500       |
| KX-JS-7  | KX-100 - Жібек-Жоли                               | 2110       |
| KX-JS-8  | KX-100 - Макташи - Тиндала - Когали               | 13440      |
| KX-JS-9  | KX-117 - Курішті                                  | 2800       |
| KX-JS-10 | KX-117 - Джамбул                                  | 940        |
| KX-JS-11 | KX-75 - Кобек                                     | 2550       |
| KX-JS-13 | KX-27 - Карасакал                                 | 1840       |
| KX-JS-14 | KX-27 - Махтали                                   | 510        |
| KX-JS-15 | KX-27 - Костакир                                  | 5350       |
| KX-JS-16 | KX-75 - Алтинсаріна                               | 3360       |
| KX-JS-17 | KX-100 - Теміржол                                 | 1120       |
| KX-JS-18 | KX-100 - Жайлауколь                               | 3800       |
| KX-JS-19 | KX-75 - Муратбаєво                                | 850        |
| KX-JS-20 | KX-100 - Алмали                                   | 2170       |
| KX-JS-21 | KX-75 - Халиктар-достиги                          | 3440       |
| KX-JS-22 | KX-75 - Алтин-кемер                               | 2870       |
| KX-JS-23 | KX-75 - Бейбітшилік                               | 310        |
| KX-JS-24 | КХ-104 - Караой                                   | 2410       |
| KX-JS-25 | KX-100 - Бакконис-3                               | 2150       |
| KX-JS-26 | KX-75 - Сагиндик-ата                              | 3320       |
| KX-JS-27 | А-15 - Абдіхалик                                  | 430        |
| KX-JS-28 | KX-86 - вулиця Єскендірова                        | 1820       |
| KX-JS-29 | А-15 - станція Жетисай (вулиця Єрубаєва)          | 2720       |
| KX-JS-30 | А-15 - вулиця Яссауй (права сторона)              | 2030       |
| KX-JS-31 | А-15 - вулиця С.Кожанова (права сторона)          | 1680       |
| KX-JS-33 | KX-100 - Єнбек                                    | 5530       |
| KX-JS-34 | KX-87 - Кетебай                                   | 1060       |
| KX-JS-35 | KX-87 - Караозек                                  | 560        |
| KX-JS-36 | KX-104 - Аль-Фарабі - Бакконис-1                  | 7070       |
| KX-JS-37 | А-15 - Жамбил                                     | 3360       |
| KX-JS-38 | KX-JS-20 - Алмали - Кошик                         | 1750       |